# Аристотел (дем)
Аристотел (на гръцки: Δήμος Αριστοτέλη, Димос Аристотели) е дем в област Централна Македония на Република Гърция. Център на дема е град Йерисос.

## Селища
Дем Аристотел е създаден на 1 януари 2011 година след обединение на три стари административни единици – демите Арнеа, Панагия и Стагира-Акантос по закона Каликратис.

### Демова единица Арнеа
Според преброяването от 2001 година дем Арнеа (Δήμος Αρναίας) с център в Арнеа (Леригово) има 6183 жители и в него влизат следните секции и селища:
- Демова секция Арнеа

- село Арнеа (Αρναία, старо Леригово)

- Демова секция Варвара

- село Варвара (Βαρβάρα)
- село Каливия Варварас (Καλύβια Βαρβάρας)
- остров Кавканас (Καυκανάς)
- село Хриси Акти (Χρυσή Ακτή)

- Демова секция Неохори

- село Неохори (Νεοχώρι, старо Ново село)

- Демова секция Палеохори

- село Палеохори (Παλαιοχώρι)

- Демова секция Станос

- село Станос (Στανός)

### Демова единица Панагия
Според преброяването от 2001 година дем Панагия (Δήμος Παναγίας) с център в Мегали Панагия има 3897 жители и в него влизат следните секции и селища:
- Демова секция Мегали Панагия

- село Мегали Панагия (Μεγάλη Παναγία, старо Ревеник, Аревеникия)

- Демова секция Гомати

- село Гомати (Γομάτι)
- село Девелики (Δεβελίκι)
- село Пиргос Хилядус (Πύργος Χιλιαδούς)

- Демова секция Пиргадкия

- село Пиргадикия (Πυργαδίκια)
- село Агиос Йоанис Продромос (Άγιος Ιωάννης Πρόδρομος)
- село Аса (Άσσα)

### Демова единица Стагира-Акантос
Според преброяването от 2001 година дем Стагира-Акантос (Δήμος Σταγείρων-Ακάνθου) с център в Йерисос има 8781 жители и в него влизат следните секции и селища:
- Демова секция Йерисос

- град Йерисос (Ιερισσός)
- село Гаврадия (Γαβράδια)
- село Кумица (Κουμίτσα)
- село Лимани (Λιμάνι)
- село Ксиропотамо (Ξηροπόταμο)

- Демова секция Амуляни

- остров Амуляни (Αμμουλιανή)
- острови Дрения (Δρένια)
- село Лимани (Λιμάνι)
- село Трипити (Τρυπητή)

- Демова секция Неа Рода

- село Неа Рода (Νέα Ρόδα)
- село „Свети Павел“ (Μετόχι Αγίου Παύλου)
- село Скала (Σκάλα)

- Демова секция Олимпиада

- село Олимпиада (Ολυμπιάδα)

- Демова секция Стагира

- село Стагира (Στάγιρα, старо Казанджи махала)

- Демова секция Стратони

- село Стратони (Στρατώνι)

- Демова секция Стратоники

- село Стратоники (Στρατονίκη, старо Извор)
- остров Елевтеронисос (Ελευθερόνησος)
- село Крионери (Κρυονέρι)

- Демова секция Урануполи

- село Урануполи (Ουρανούπολη)